# Steph Catley
Stephanie-Elise "Steph" Catley, född den 26 januari 1994, är en australisk fotbollsspelare som spelar för Arsenal.
Catley ingick i Australiens lag under Olympiska sommarspelen 2016  och har deltagit i två världsmästerskap, 2015  och 2019.